# Müllheim (Duitsland)
Müllheim, in Alemannisch dialect: Mülle of Müllen genaamd, is een plaats in de Duitse deelstaat Baden-Württemberg, gelegen in het Landkreis Breisgau-Hochschwarzwald. De stad telt 19.119 inwoners.
Müllheim heeft het predicaat Staatlich anerkannter Erholungsort en ligt in de streek Markgräflerland.

## Geografie
Müllheim heeft een oppervlakte van 57,91 km² en ligt in het zuidwesten van Duitsland, in het Zwarte Woud. Het hoogste punt van de gemeente ligt in dat gebergte en wel op 1.224 meter boven zeeniveau.

### Stadsdelen

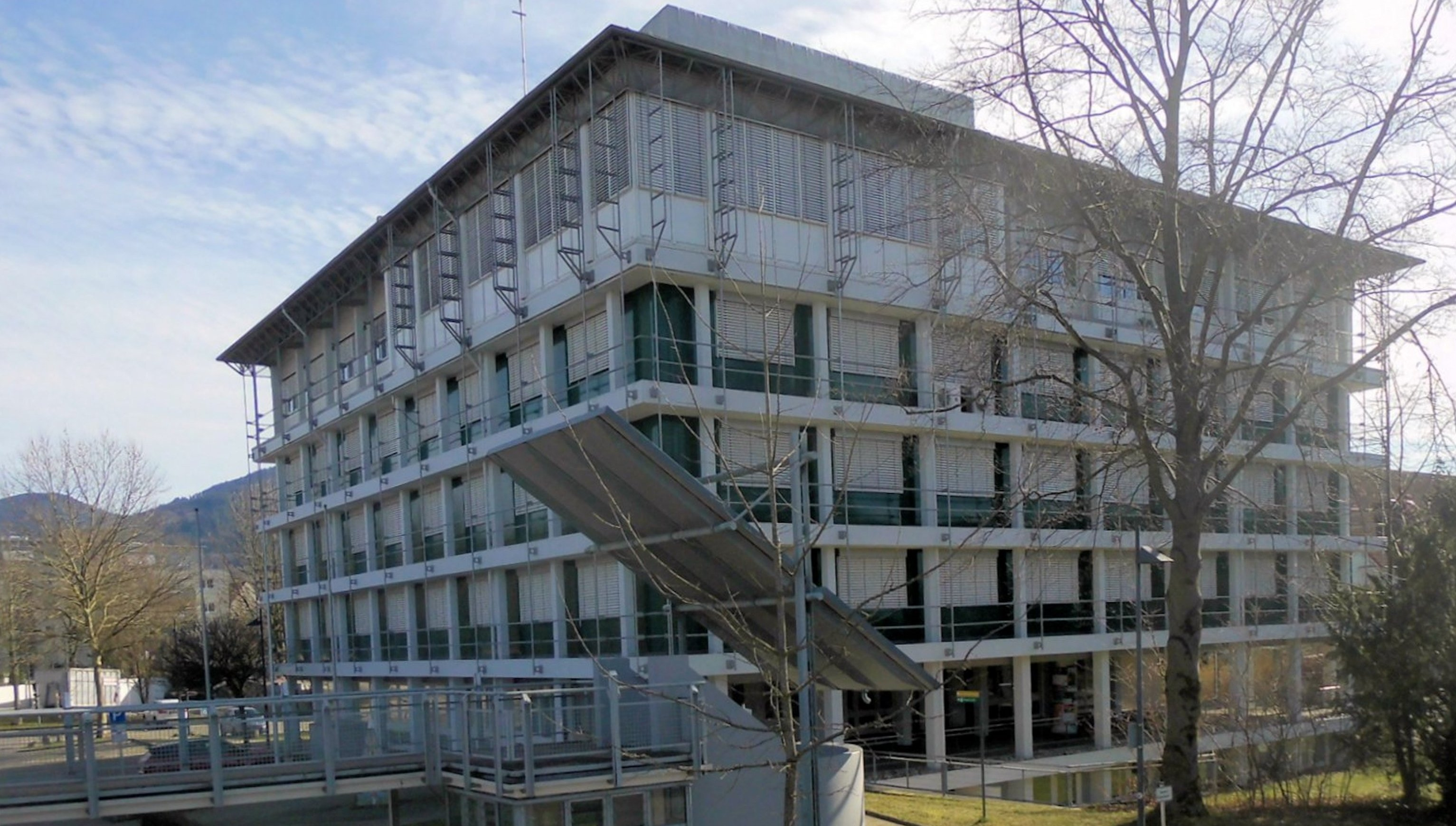
Gemeentehuis

Als Ortschaften in de zin van de deelstaatvoorschriften op dit gebied van Baden-Württemberg (met ieder een eigen Ortschaftsrat en Ortsvorstand) behoren tot de stad Müllheim een aantal aangrenzende voormalige gemeenten. In het kader van gemeentelijke herindelingen in de jaren 1970 zijn deze bij de gemeente Müllheim gevoegd. Het betreft de plaatsen:
- Britzingen (in Alemannisch dialect: Britzige), tot voor kort  incl. het dorp Dattingen[2] (Alem. Dattige) en de Wüstungen Höfen en Höhingen, en nog het plaatsje Muggardt, het gehucht Güttigheim (Alem. Güttige), en de ruïne van het kasteel Neuenfels. Britzingen ligt ten noordoosten van zowel Müllheim als Zunzingen.
- Feldberg met de gehuchten  Gennenbach en Rheintal, ten zuiden van de stad.
- De gemeente Hügelheim (Alem. Hüegele) met voormalig treinstation, ligt aan de Bundesstraße 3 op enkele kilometers ten noorden van het stadje Müllheim; hiertoe behoort ook het niet meer bestaande omgrachte kasteel Mattenburg.
- Niederweiler (Alem. Niderwiiler), grenzend aan Oberweiler, gem. Badenweiler: Niederweiler ligt direct aan de oostrand van het stadje Müllheim..
- Zunzingen (Alem. Zunzige), ten noordoosten van de stad.

De gemeente Vögisheim (Alem. Veegise) is een zgn. Teilort, bestuurd door een zgn. Ortsbeauftragter.
Meer dan 10 kilometer ten oosten van Müllheim ligt een enclave in de buurgemeentes, met een gehucht Sirnitz. Dit is officieel een stadswijk van de Kernstadt.

### Bevolkingsstatistiek
Peildatum: 30 september 2020.
| Wapen            | Ortsteil                     | Aantal inwoners |
| ---------------- | ---------------------------- | --------------- |
| Müllheim (Baden) | Müllheim (totaal)            | 19.370          |
|                  | Müllheim zelf (de Kernstadt) | 13.141          |
| Britzingen       | Britzingen                   | 01.015          |
| Dattingen        | Dattingen                    | 00.421          |
| Feldberg         | Feldberg                     | 00.601          |
| Hügelheim        | Hügelheim                    | 01.442          |
| Niederweiler     | Niederweiler                 | 01.397          |
| Vögisheim        | Vögisheim                    | 00.999          |
| Zunzingen        | Zunzingen                    | 00.284          |

Ongeveer 1.700 in de stad gelegerde Franse en Duitse soldaten, en hun gezinnen, zijn niet meegeteld.
Bron: Meldeamt gemeente Müllheim, en gemeentewebsite (Stadtinfos). De door Duitse gemeentes meestal gehanteerde manier van tellen wijkt af van de door hogere overheden gehanteerde methode, en kan enkele procenten hoger uitvallen.
De bevolking van Müllheim spreekt naast standaard Duits een Hoogalemannisch dialect. 

## Infrastructuur

### Belangrijke verkeerswegen
- De Autobahn A5 (E 35) Karlsruhe – Bazel, afrit 65 Neuenburg/Müllheim, ten westen van Müllheim
- De Bundesstraße 378 verbindt de A5 met Müllheim.
- De Bundesstraße 3 loopt ook in noord<>zuid-richting  van Freiburg  naar Bazel v.v. en doorsnijdt de gemeente.

### Trein en bus

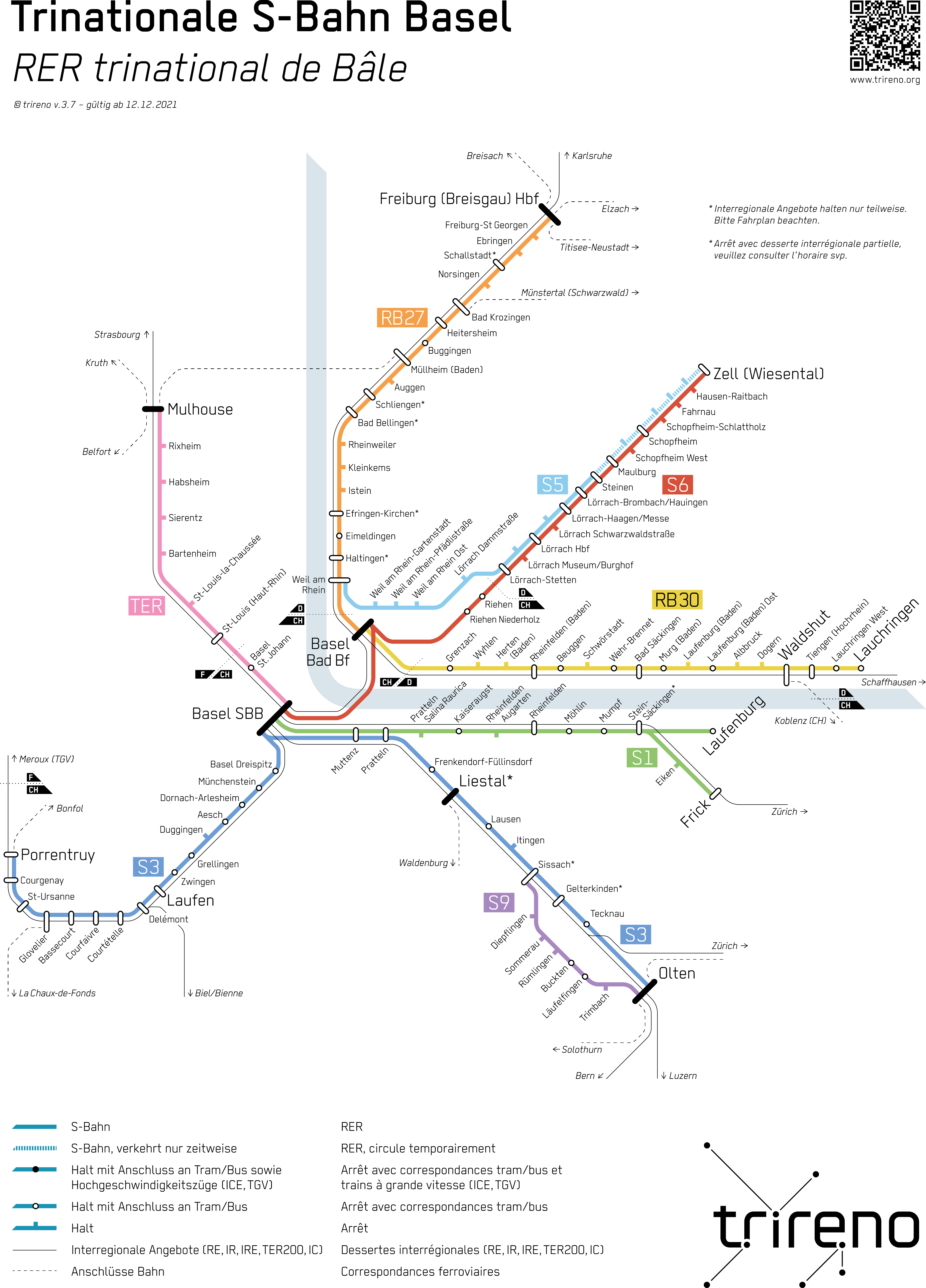
Lijnennetkaart S-Bahn Basel

Per trein kan men de stad bereiken, door een intercitytrein naar Freiburg te nemen en daar op de stoptrein naar Müllheim over te stappen. Zie: Spoorlijn Mannheim - Bazel. De stoptreinen op dit traject zijn als lijn RB 27 geïntegreerd in het net van de S-Bahn Basel, die zowel in Zwitserland, Frankrijk als Duitsland rijdt. Het station van Müllheim ligt ten westen van het stadscentrum in een buitenwijk met bedrijfspanden van midden- en kleinbedrijf.
Via de Spoorlijn Mulhouse-Ville - Müllheim kan men ook naar Mulhouse, Frankrijk, reizen. Deze lijn is in 2020 geïntegreerd in het S-Bahnnet van Freiburg im Breisgau.
Vanuit de stad bestaan streekbusverbindingen met alle plaatsen in de omgeving. De frequentie van deze buslijnen is buiten de spitsuren echter in het algemeen laag.

### Overig
De op de grens van Zwitserland en Frankrijk gelegen luchthaven EuroAirport Basel-Mulhouse-Freiburg ligt hemelsbreed slechts ongeveer 25 km ten zuiden van Müllheim. Over de weg is de afstand echter circa 35 km.

## Economie

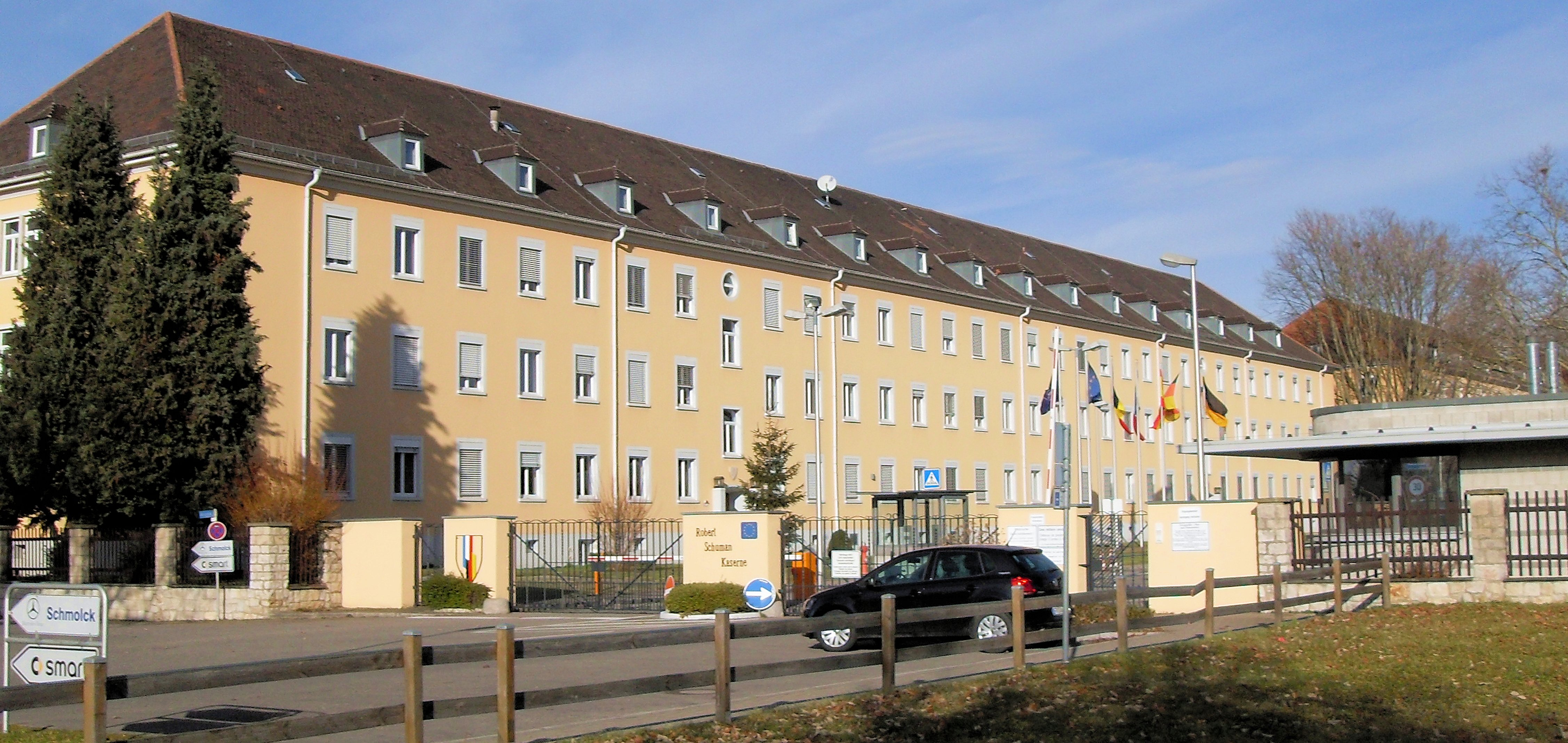
Robert-Schumankazerne (stafgebouw van de D/F Brig)
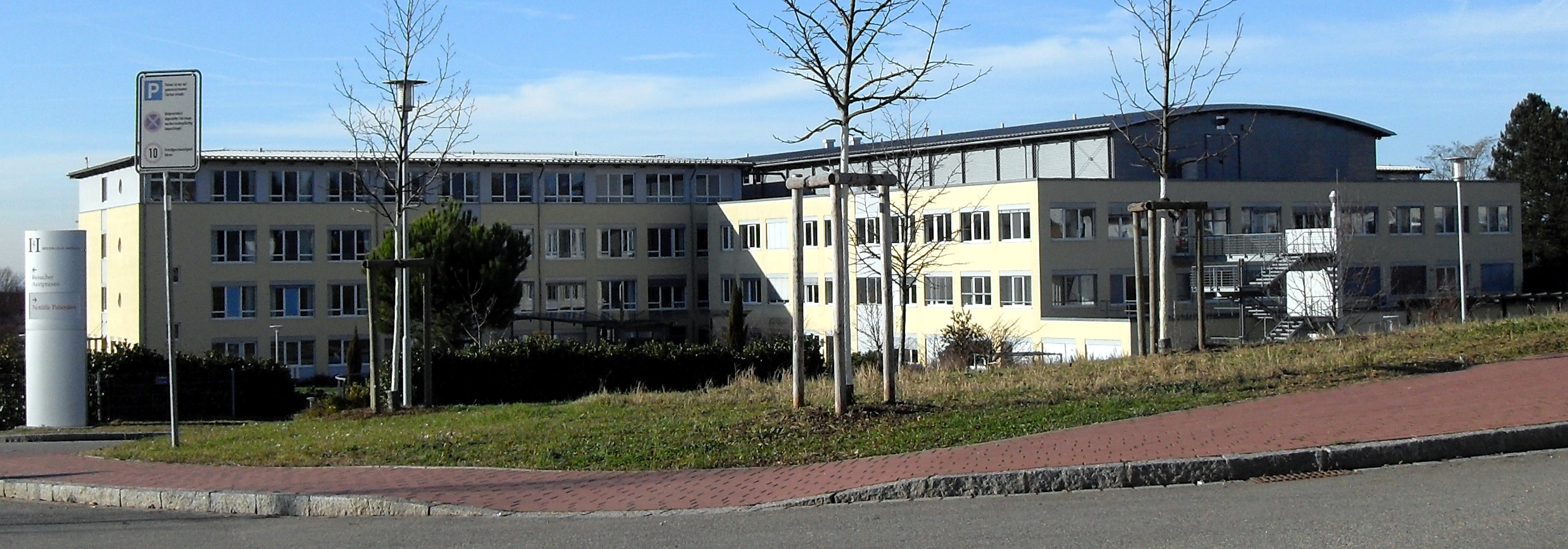
Helios-Klinik Müllheim
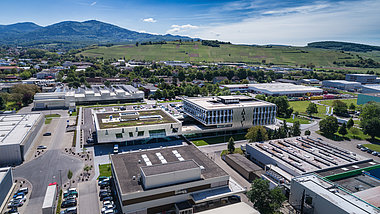
Hoofdvestiging Auma Riester GmbH

Zoals ook het geval is in veel andere plaatsen in deze streek, zijn voor de economie van Müllheim de wijnbouw en het toerisme verreweg het belangrijkst. De gemeente heeft 524 hectare wijngaarden. Het meest verbouwde druivenras is de Gutedel, die witte wijn levert.
Te Müllheim, dat al sinds 1901 een garnizoensstad is,  is de staf van de Deutsch-Französische Brigade (D/F Brig; brigade franco-allemande) gevestigd. Dit is een circa  6.000 personen sterke, gezamenlijk Frans-Duitse, infanteriebrigade. Ruim 1.500 militairen, vooral officieren, zijn in dit kader te Müllheim gestationeerd.
Te Müllheim bevindt zich de hoofdvestiging van de onderneming Auma Riester GmbH. Deze produceert metalen onderdelen voor machinebouw en regeltechniek, waaronder, volgens haar eigen website, producten voor het bedienen van afsluiters, stuwen, bruggen en sluizen. De onderneming heeft wereldwijd ruim 2.500 werknemers, en heeft binnen het Nederlandse taalgebied  filialen te Roeselare (B) en Leiden (NL). 
Hügelheim heeft een door de firma Schott geëxploiteerde  glasfabriek (Glaskontor) met circa 250 werknemers. 
De stad is zetel van een Amtsgericht en talrijke regionale ambtelijke instanties. De commerciële firma Fresenius exploiteert het plaatselijke ziekenhuis, één der Helios Kliniken.

## Geschiedenis
Müllheim ligt in een streek, waar reeds ver vóór het begin van de jaartelling Kelten leefden. Het Rijndal was, tot verscheidene kilometers van de rivierbedding vandaan, een onbegaanbaar moeras met ooibossen, waar veel, ziektes verspreidende, muggen voorkwamen. Daarom vestigden de mensen zich in vroeger tijden op de enkele honderden meters hogere uitlopers van het Zwarte Woud. Omstreeks het jaar 70 na Chr. veroverden de Romeinen het gebied, en voerden er onder andere de wijnbouw in. Het naburige Badenweiler was een Romeins stadje met de naam Aquae Villae . 
Van 230 tot plm. het jaar 500 was het gebied in handen van de Alemannen, en na de Slag bij Tolbiac (496) namen de Franken de streek in bezit.
Müllheim, waarvan de naam in het Nederlands ongeveer: Molenhuizen betekent, ís genoemd naar de vele watermolens, waarvan er in vroeger eeuwen zeven dienden voor het malen van graan. Met vuilnis (Duits: Müll)  heeft de plaatsnaam dus niets te maken. Als villa mulinhaimo komt de plaats in het jaar  757 of 758 voor het eerst in een document voor. Dit document betrof een schenking aan de Abdij van Sankt Gallen. Ook de meeste bij de gemeente behorende dorpen zijn zeer oud. Britzingen wordt reeds in 773, Zunzingen in 799, in een document vermeld.
Na talrijke wisselingen van landheer kwam de streek in 1503 in het Markgraafschap Baden en na een deling daarvan in 1535 in het Markgraafschap Baden-Durlach te liggen. De regio werd in de 16e, 17e en 18e eeuw door talrijke oorlogen geteisterd; telkens was er sprake van brandstichtingen, plunderingen, moordpartijen en misoogsten, en als indirect gevolg hongersnoden en epidemieën van besmettelijke, gevaarlijke ziektes. Na de Dertigjarige Oorlog (1618-1648) bijvoorbeeld was het gebied zozeer ontvolkt, dat immigranten uit Zwitserland aangetrokken werden. In het midden van de 16e eeuw vond de Reformatie plaats. Sindsdien zijn de christenen in de streek overwegend evangelisch-luthers.
In 1727 verplaatsten de heren van de Heerlijkheid Badenweiler hun residentie naar Müllheim.
Müllheim was aanvankelijk een vlek, en verkreeg in 1810 stadsrechten. Van 1806 tot 1871 lag Müllheim in het Groothertogdom Baden, daarna in het Duitse Keizerrijk. 

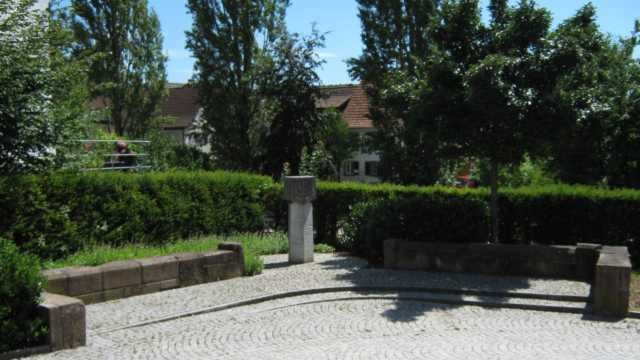
Gedenkplaats voor de joodse oorlogsslachtoffers, op de plaats van de in november 1938 verwoeste synagoge

In de periode van het Derde Rijk was Müllheim vanaf de Kristallnacht, 10 november 1938, het toneel van wrede jodenvervolgingen. De vanaf 1720 bestaande joodse gemeenschap werd geheel verdreven door de deportaties naar Gurs in Zuid-Frankrijk, in het kader van de zogenaamde Wagner-Bürckel-Aktion (22 oktober 1940).  In maart en april 1945 werd de stad diverse malen door Franse troepen beschoten, en uiteindelijk in de nacht van 23 op 24 april door hen veroverd, waarmee voor Müllheim een eind kwam aan de Tweede Wereldoorlog.

## Bezienswaardigheden, toerisme
- Het natuurschoon in het Zwarte Woud nodigt uit tot wandeltochten, waaronder het Markgräfler Wiiwegli (wijnweggetje, een 5-daagse tocht van 90 km), en vooral tot fietsen. De gemeente heeft veel fietsroutes uitgezet in de omgeving. Zie onderstaande link. Wandelaars en fietsers moeten wel rekening houden met soms forse hoogteverschillen.
- Het regionale museum Markgräfler Museum, gevestigd in een statig, in het begin van de 19e eeuw gebouwd pand met de naam Blankenhorn-Palais. Het staat aan de Markt, midden in het stadscentrum. Het museum heeft een veelzijdige collectie en organiseert uiteenlopende wisseltentoonstellingen, vaak van bovenregionaal belang.
- Een dependance van dit museum is gevestigd in het hoge huis Frickmühle, dat ten dele een watermolen is, die vroeger een houtzagerij aandreef. Het maalwerk is grotendeels gerestaureerd; de molen is (beperkt) maalvaardig. De Frickmühle heeft een geschiedenis, die teruggaat tot het jaar 1392, en is alleen op zondagmiddag geopend voor publiek.
- De 14e-eeuwse Martinskirche (Sint-Maartenskerk), waarvan de toren uit de 12e eeuw dateert, is, evenals de St. Johanneskerk in het dorp Britzingen,  gebouwd op de plaats van een Romeins gebouw, mogelijk een villa rustica. Bij archeologisch onderzoek is onder de vloer van het kerkgebouw een aantal restanten van dit Romeinse gebouw ontdekt. Het bleek o.a. vloerverwarming, type: hypocaustum, te hebben gehad. De Martinskirche is niet meer als kerkgebouw, maar als concertzaal in gebruik. Het gebouw wordt wijd en zijd geprezen om zijn goede akoestiek.
- De kasteelruïne Neuenfels ligt op een 595 meter hoge bergtop ten oosten van de stad. Het kasteel heeft nooit een militaire (verdedigings-)functie gehad. Het werd omstreeks 1300 door lokale edelen gebouwd en rond 1540 opgegeven, waarna het tot de huidige ruïne verviel. De Neuenfels is een geliefd uitzichtpunt en doel van wandel- en fietstochten.
- Jaarlijkse wijnmarkt op de laatste vrijdag van april, met kermis, volksfeest e.d. (sedert 1873).
- De dorpen om de stad heen hebben vaak een bezienswaardig kerkje; zie de Galerij hieronder.

## Galerij

### In de stad

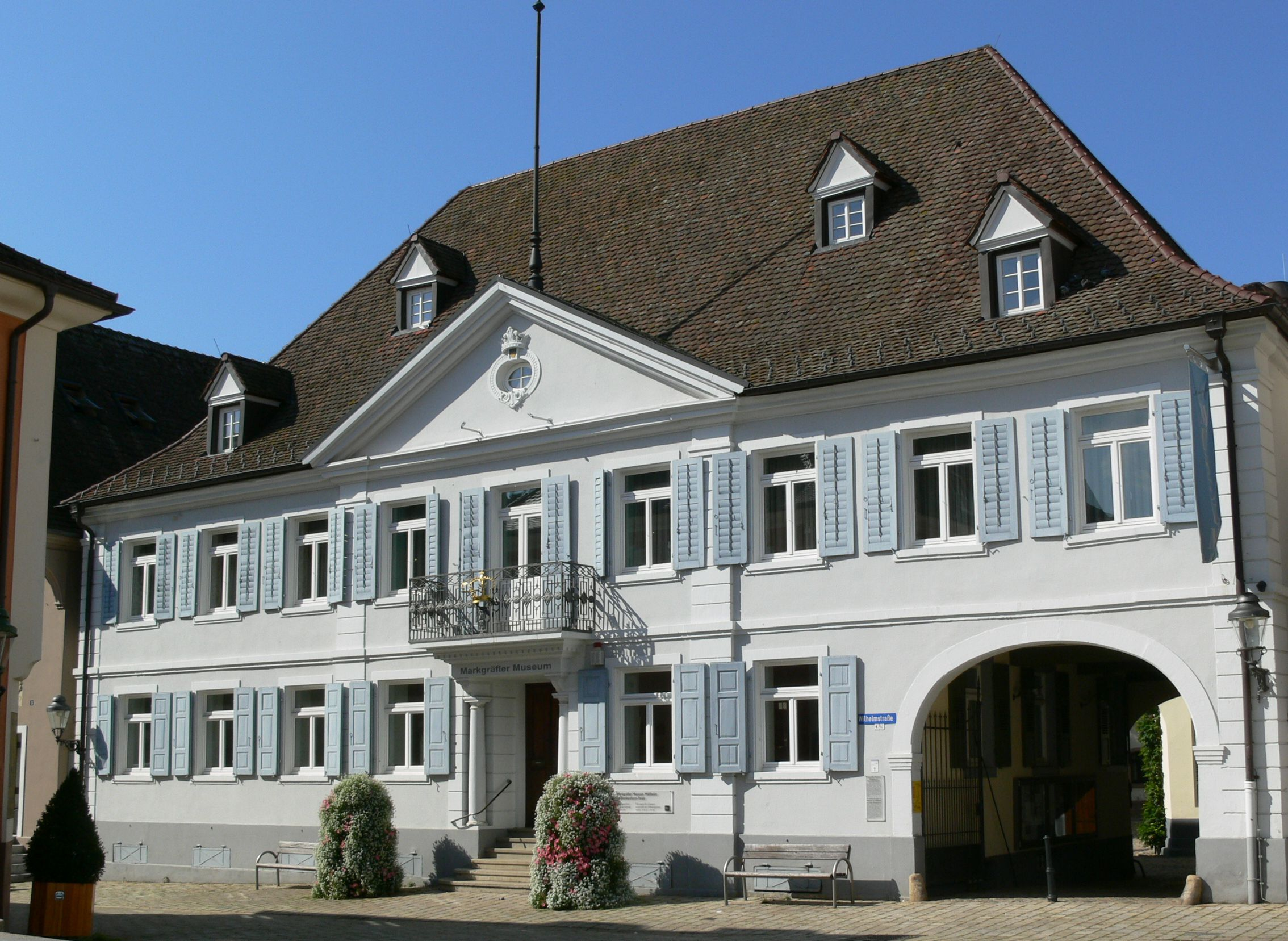
Blankenhorn-Palais (Markgräfler Museum)
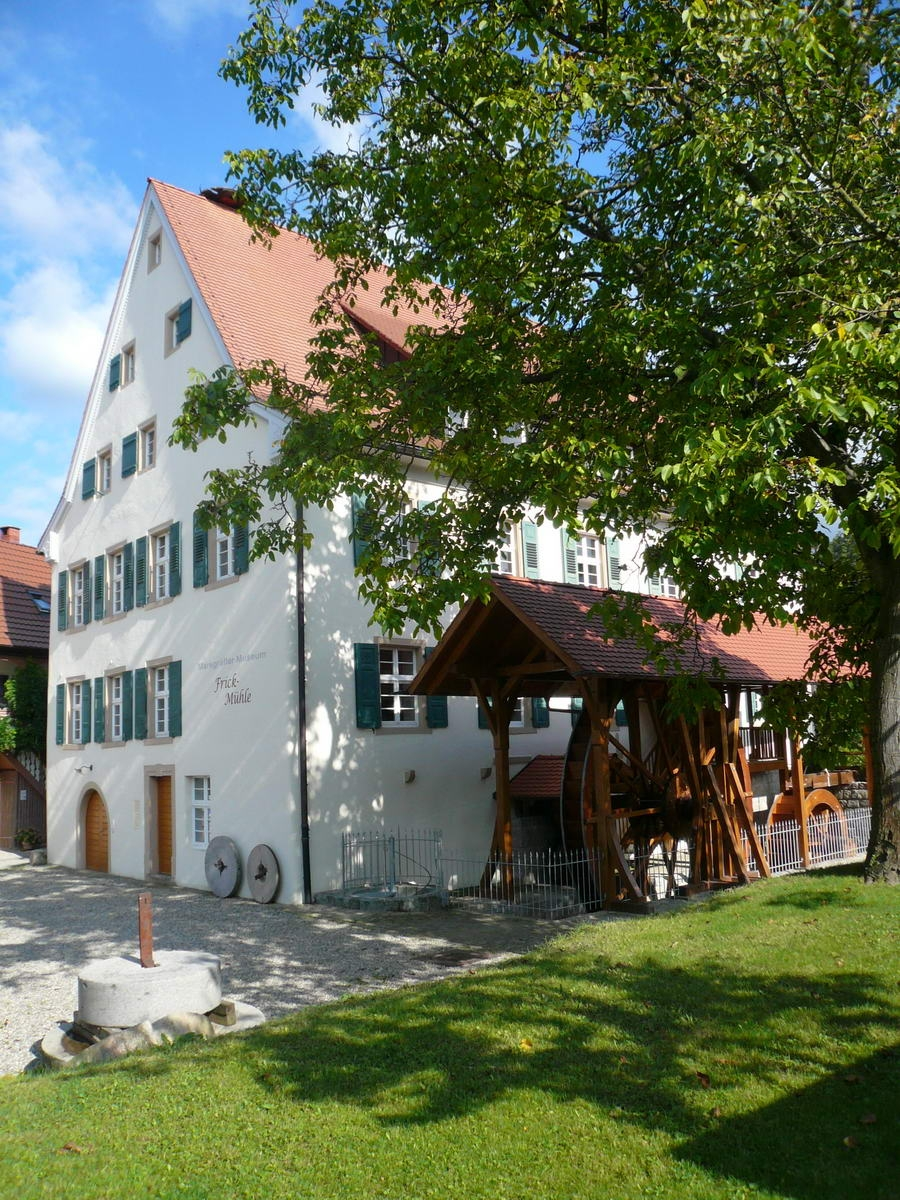
De Frickmühle
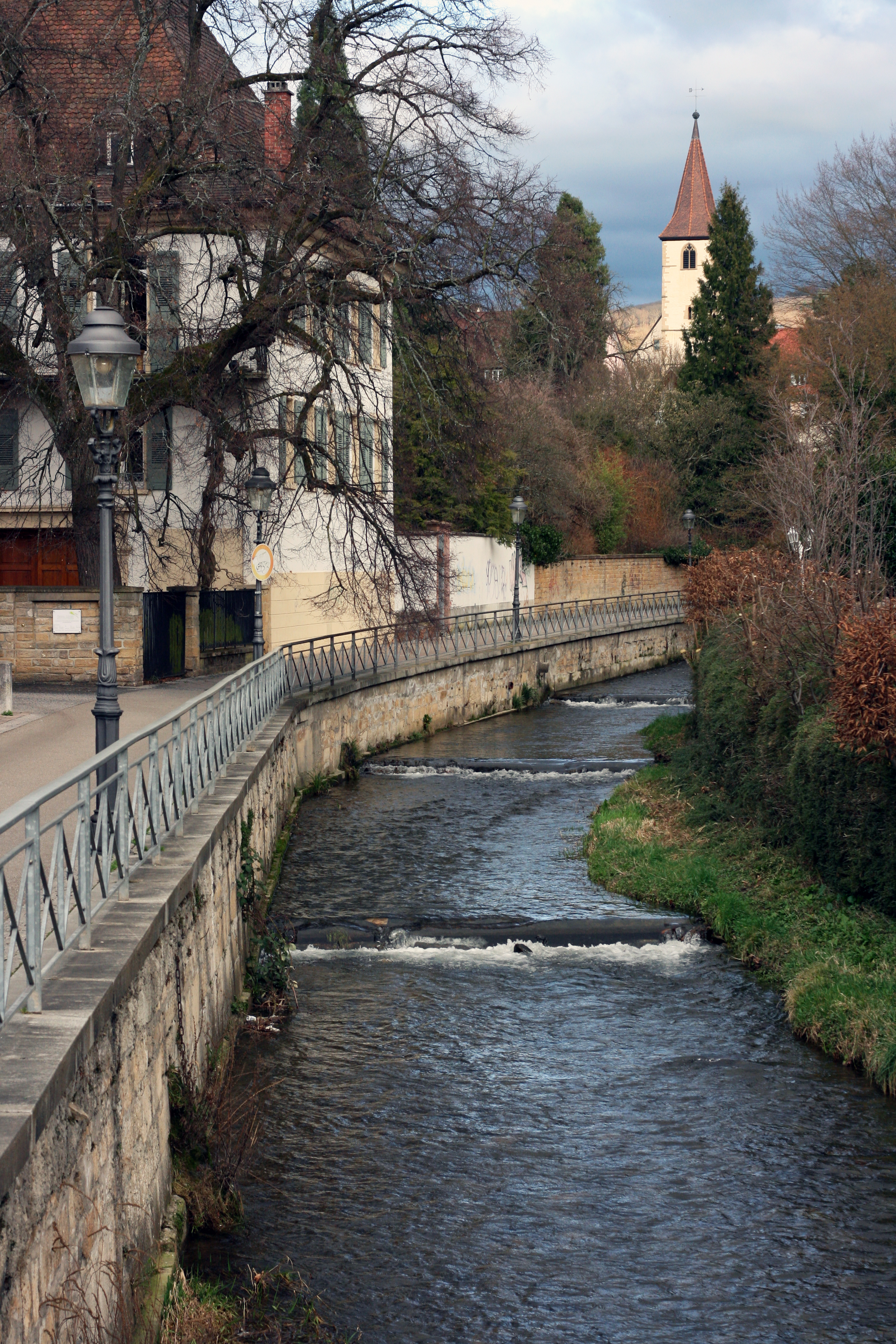
De beek Klemmbach in Müllheim; op de achtergrond de St. Maartenskerk
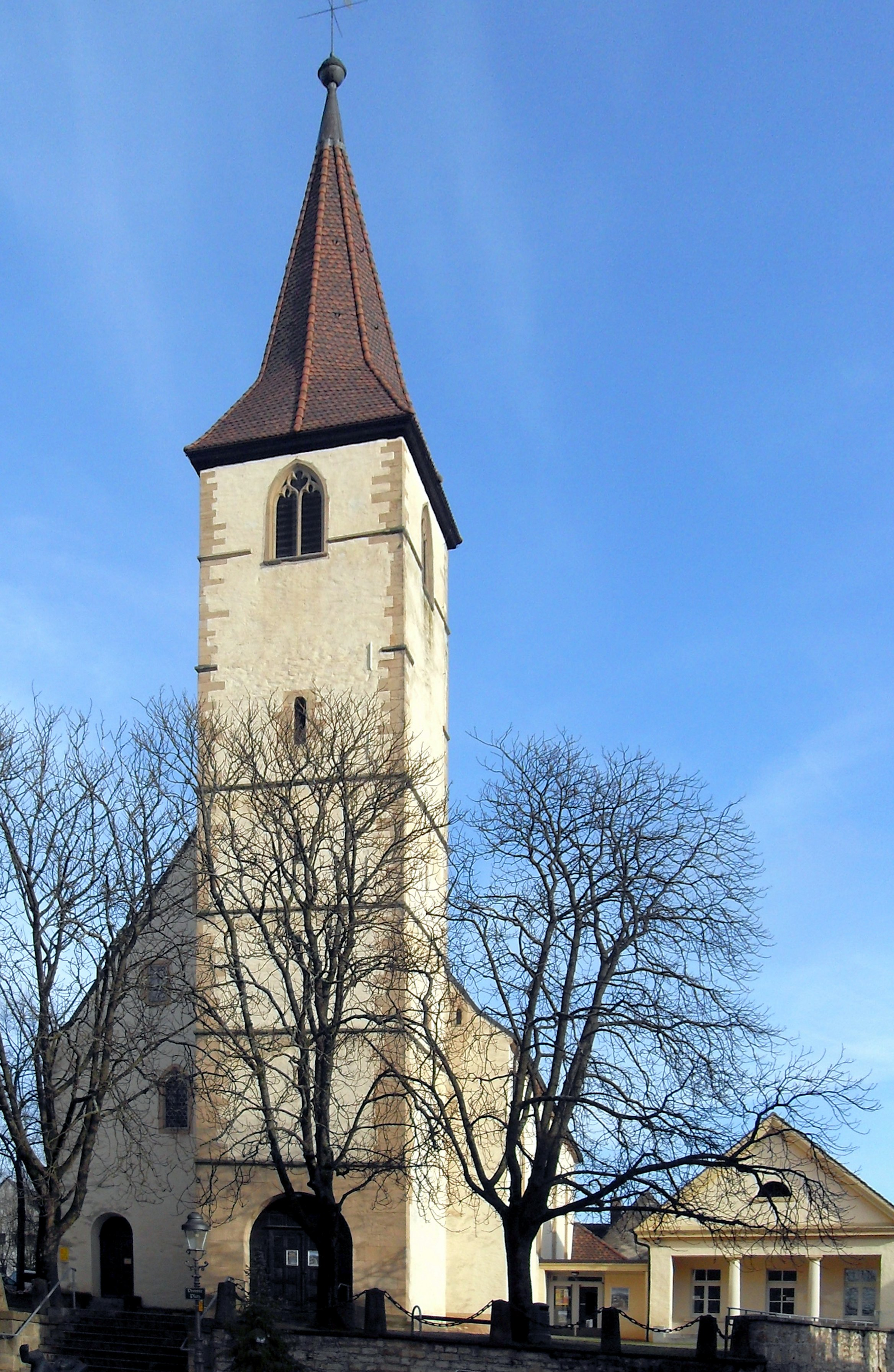
St. Maartenskerk
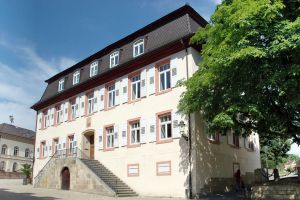
Amtshaus (1729), als kantoorgebouw en toeristisch bureau in gebruik
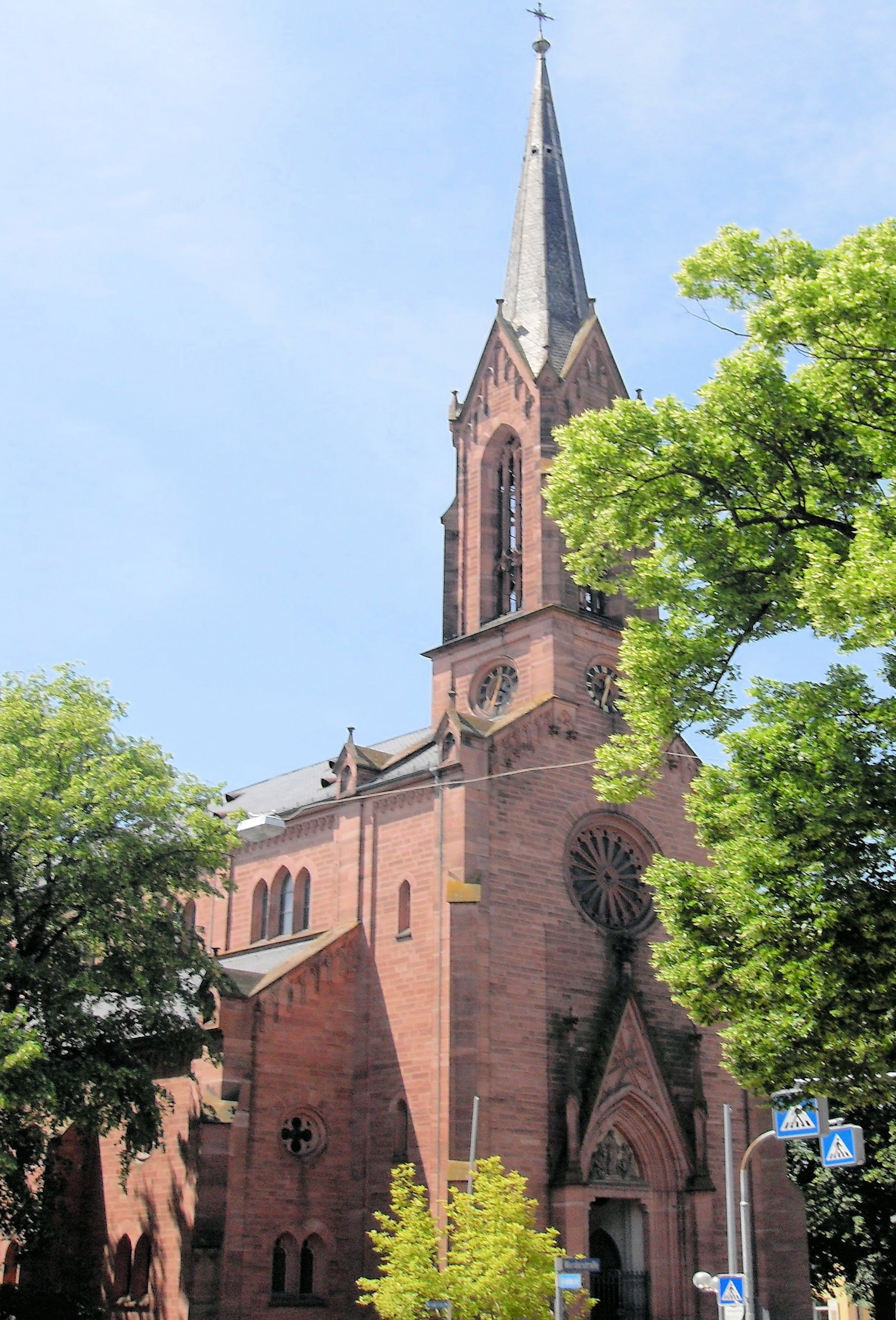
Evang.-lutherse stadskerk (1881)
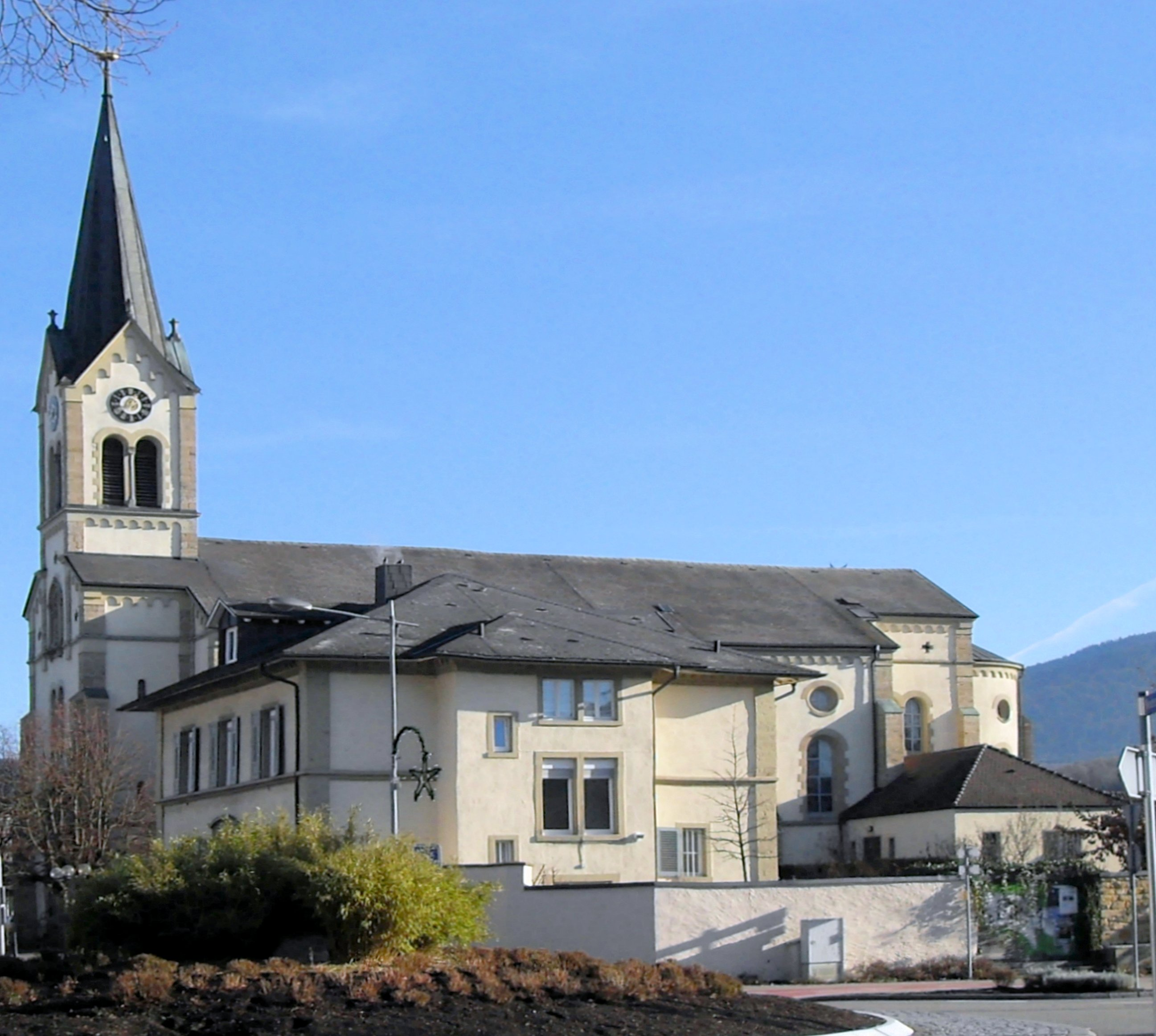
R.K. Herz-Jesu-Kirche (Heilig-Hartkerk, 1878)

### Buiten de stad

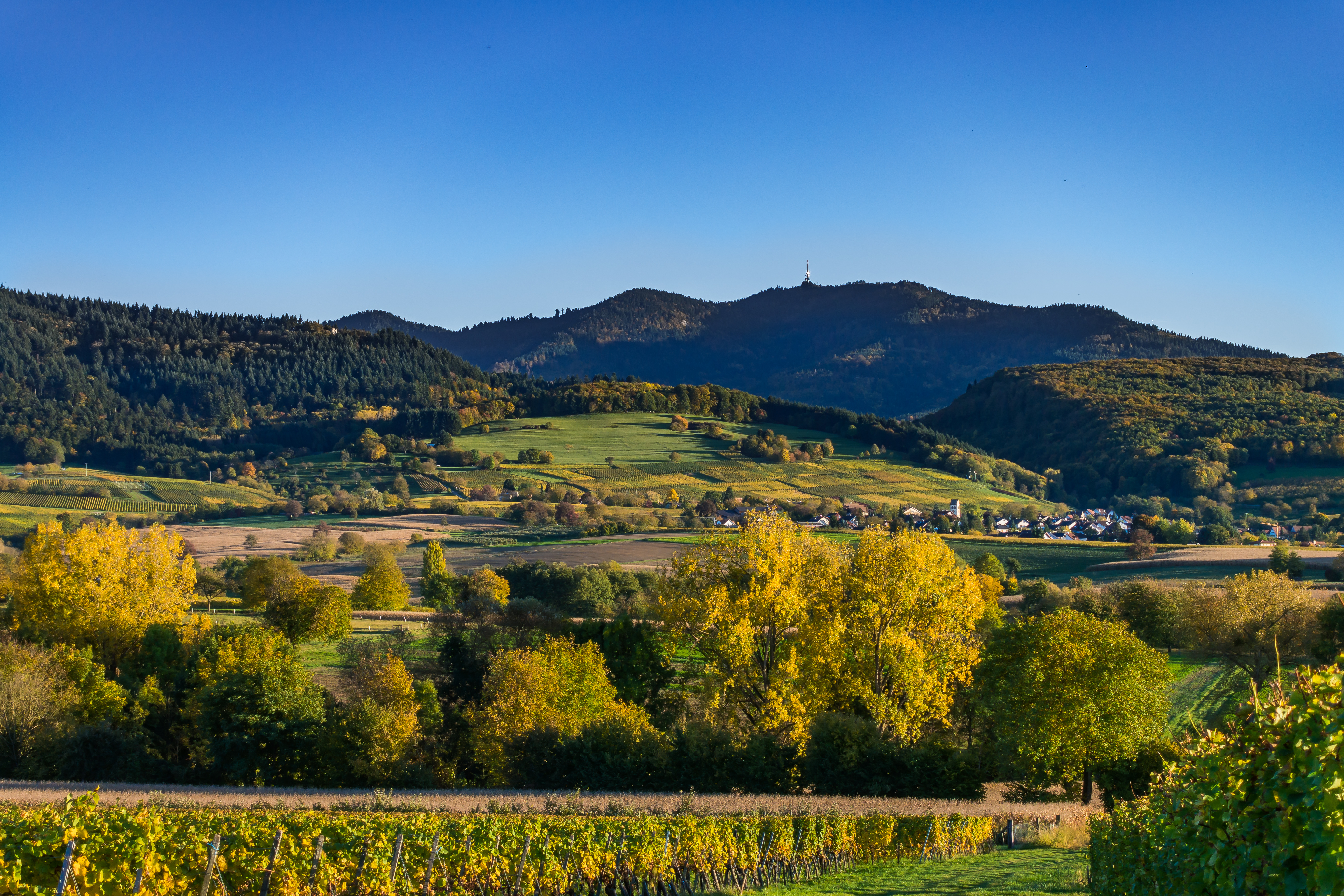
Gezicht op Britzingen met de berg Blauen op de achtergrond
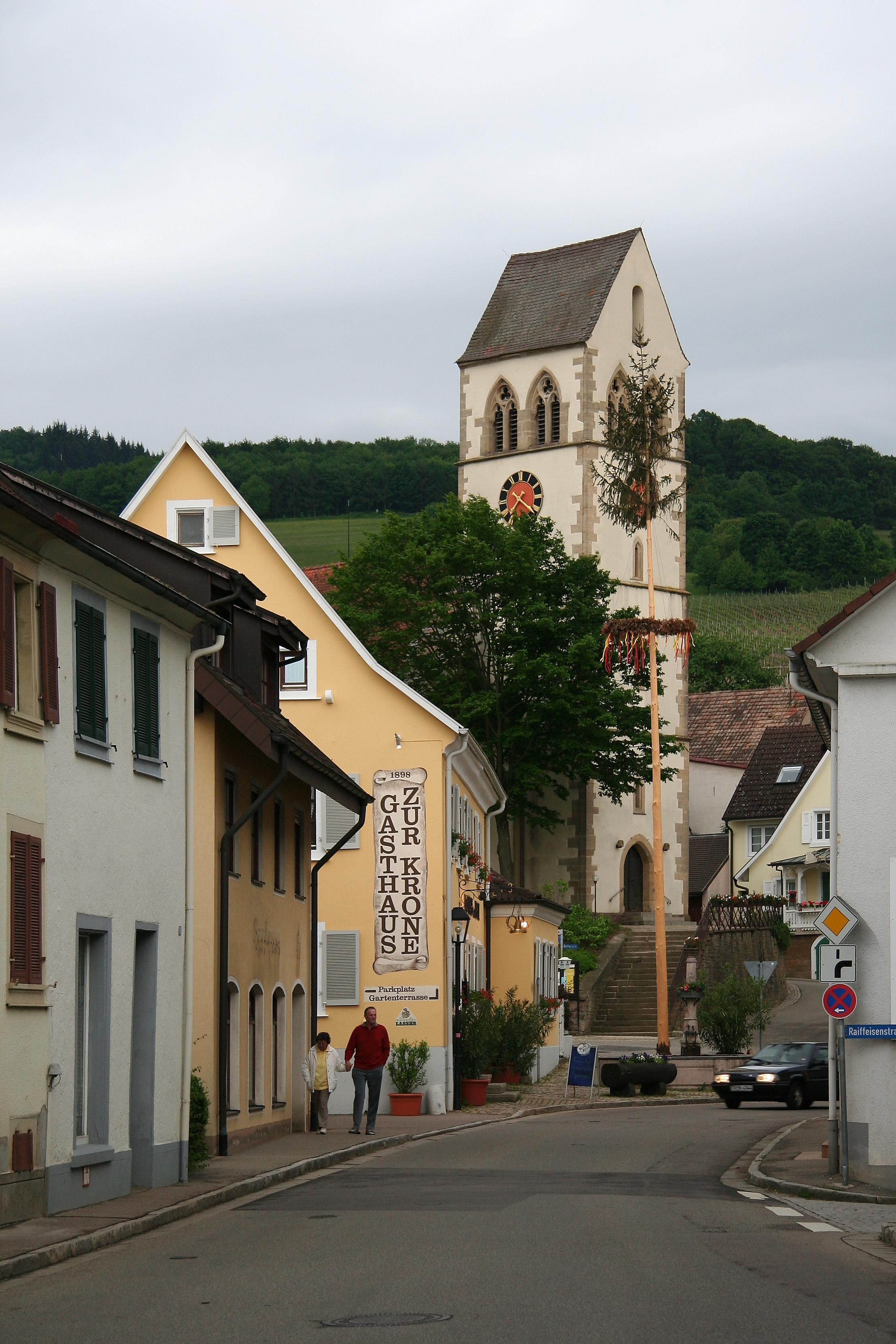
St. Johanneskerk te Britzingen
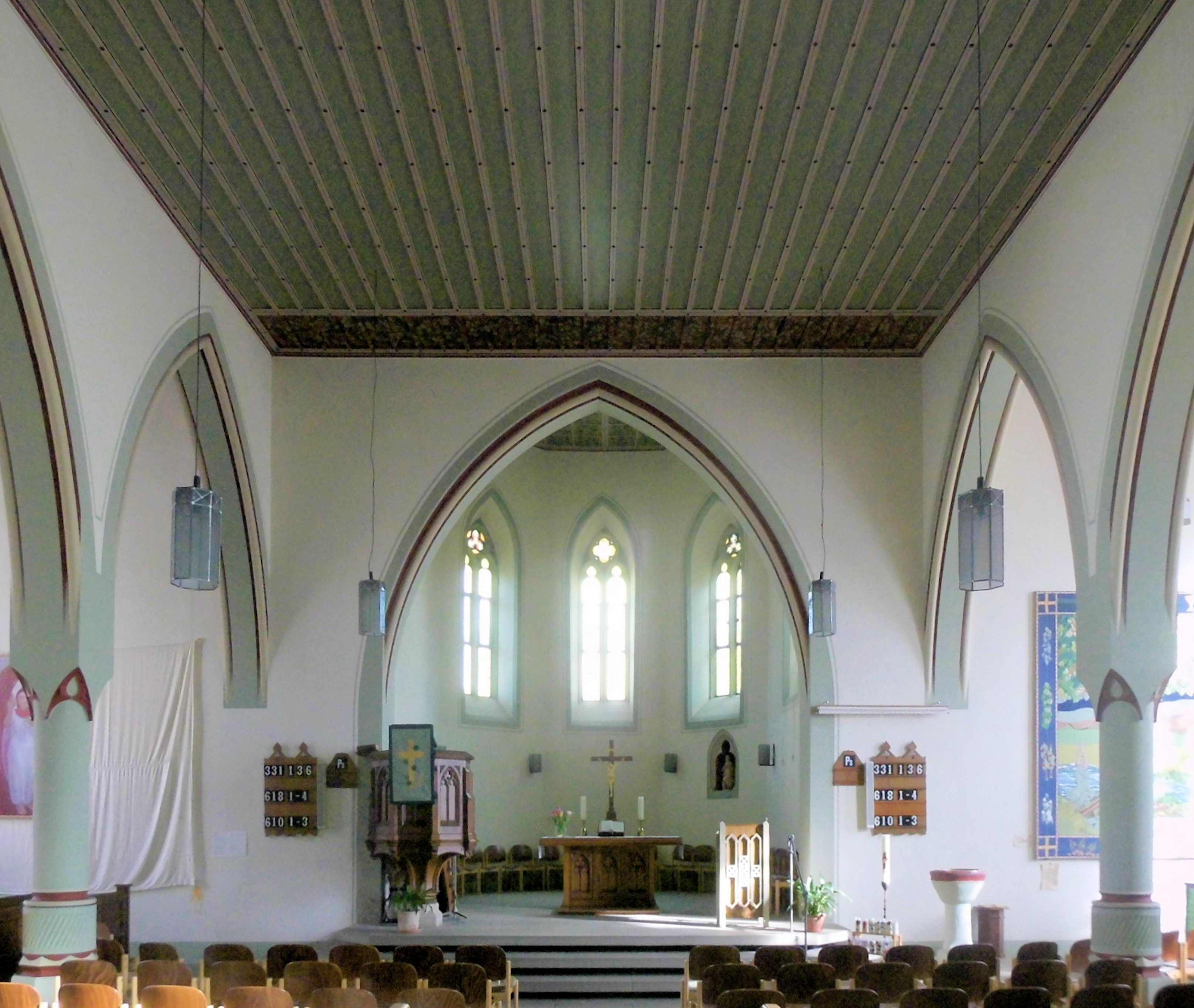
interieur van deze kerk
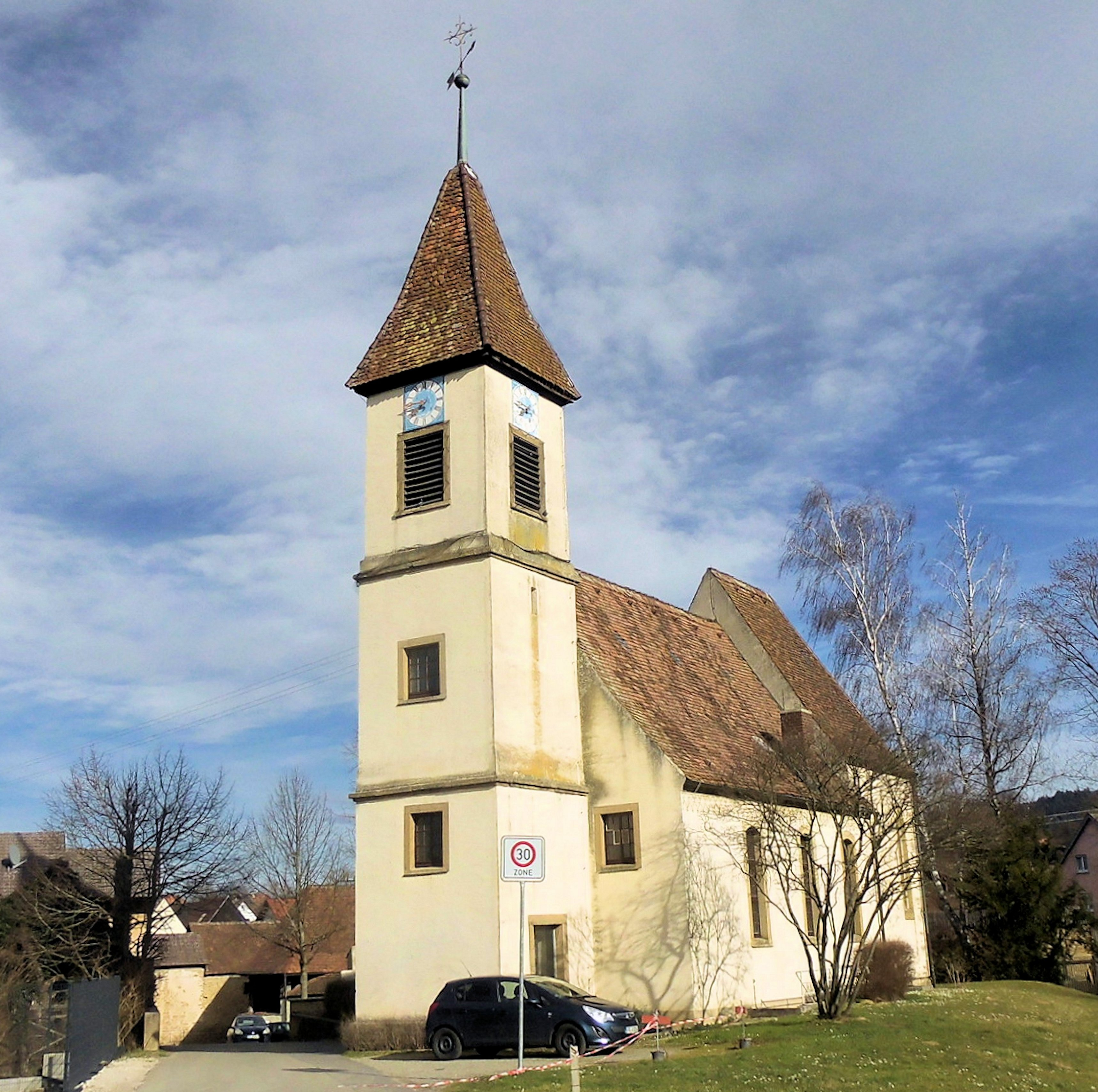
Evang.-lutherse St. Jacobuskerk te  Dattingen
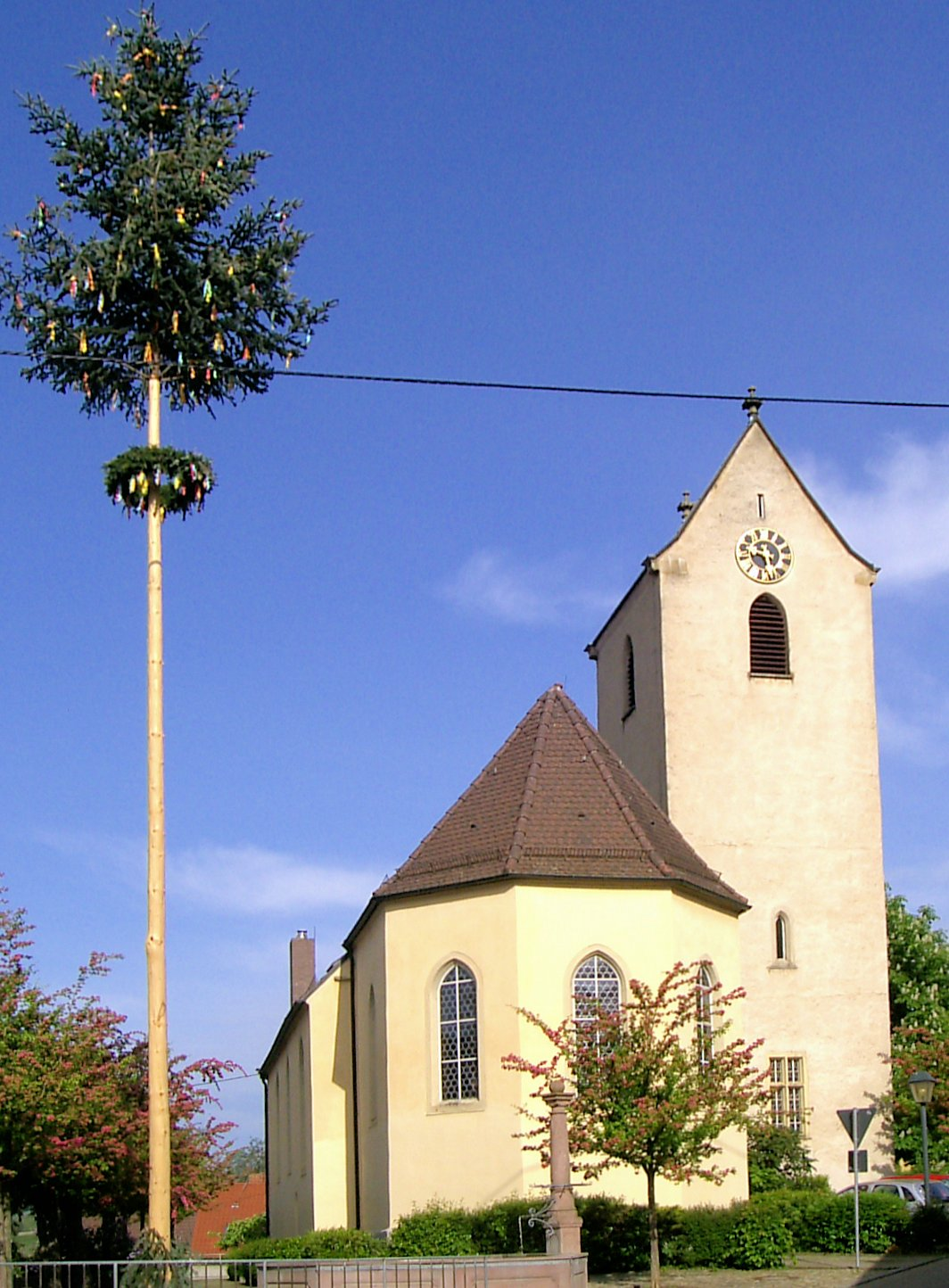
Kerk te Feldberg
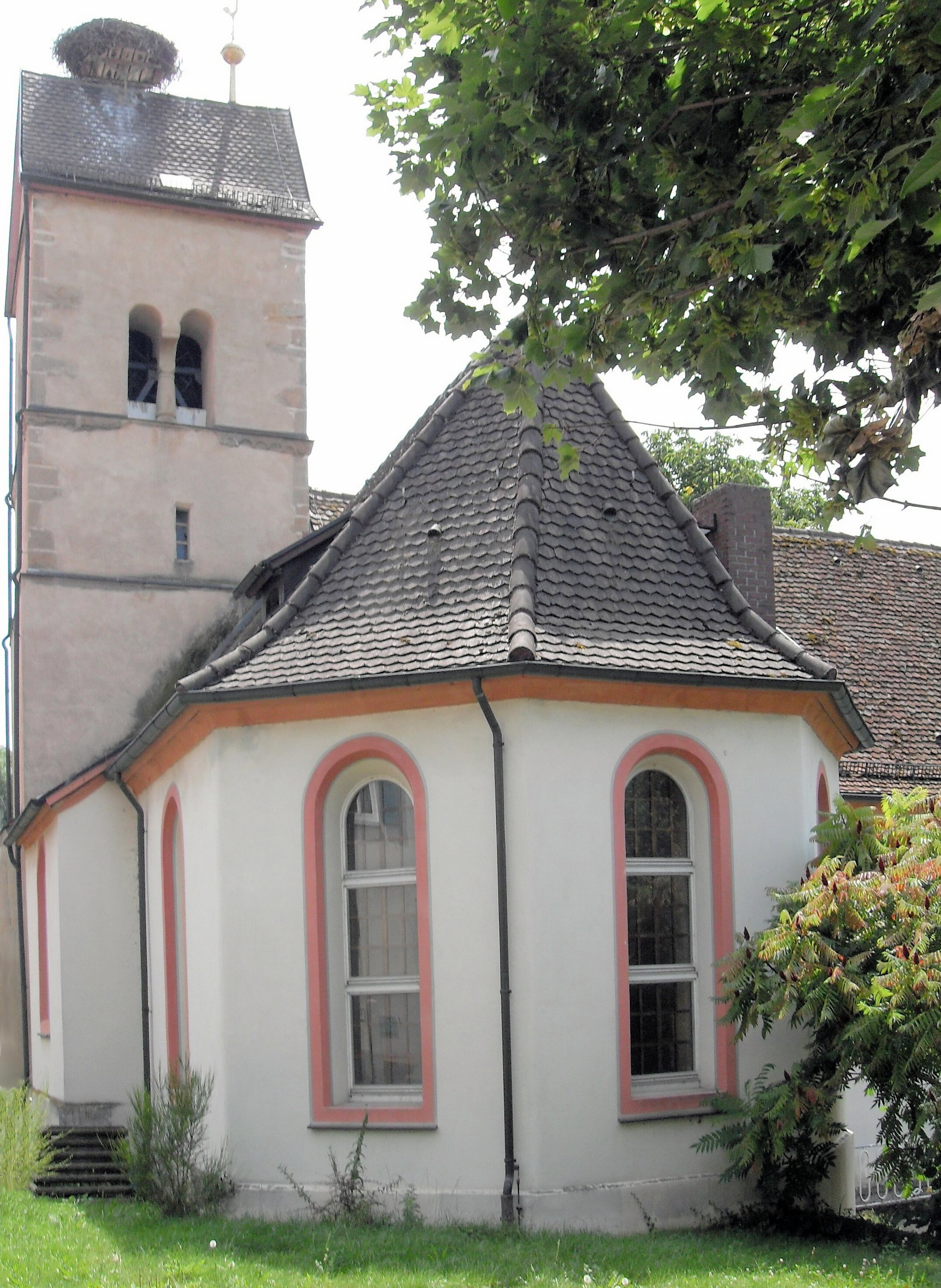
Evangelisch-lutherse Katharinenkerk te Hügelheim (12e eeuw; in het interieur enige fresco's uit de 14e en 15e eeuw)
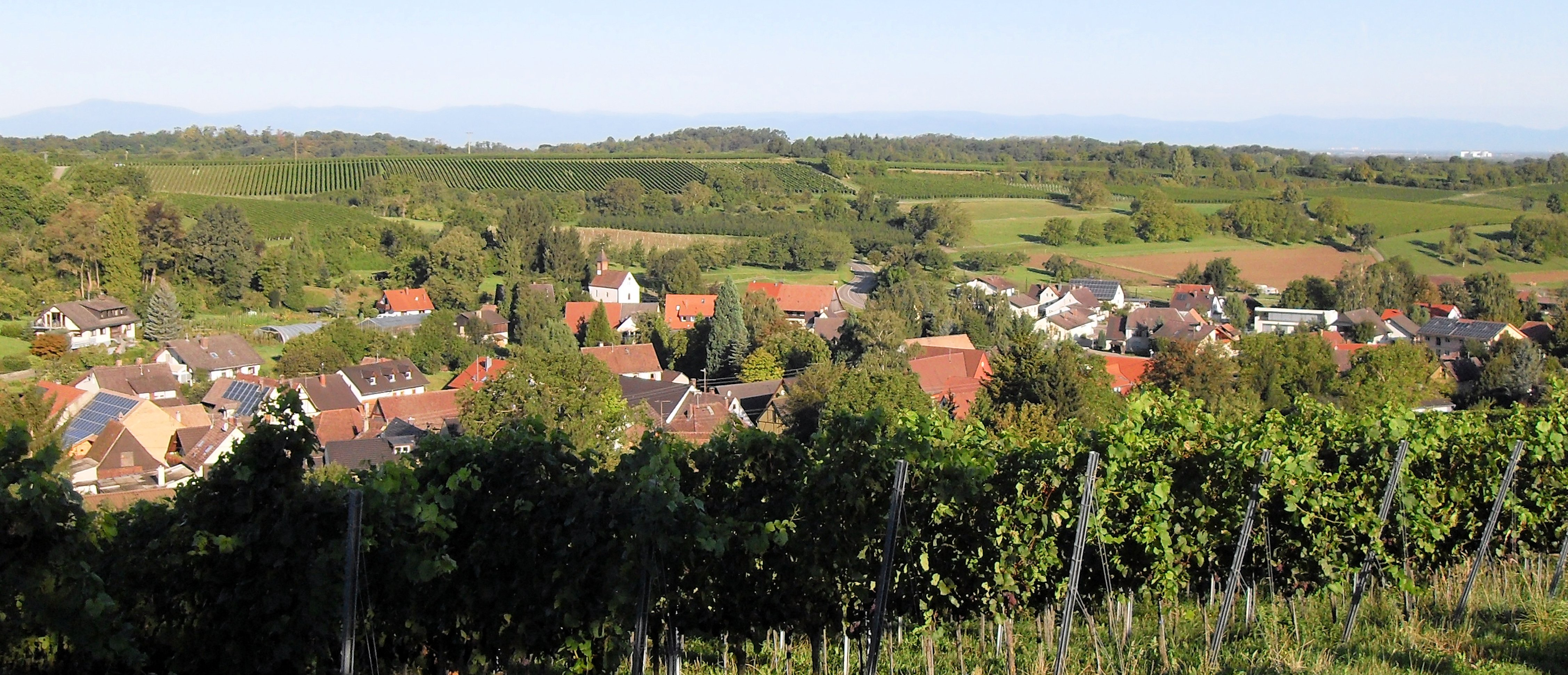
Gezicht vanaf de wijnbouwhellingen op het dorp Zunzingen
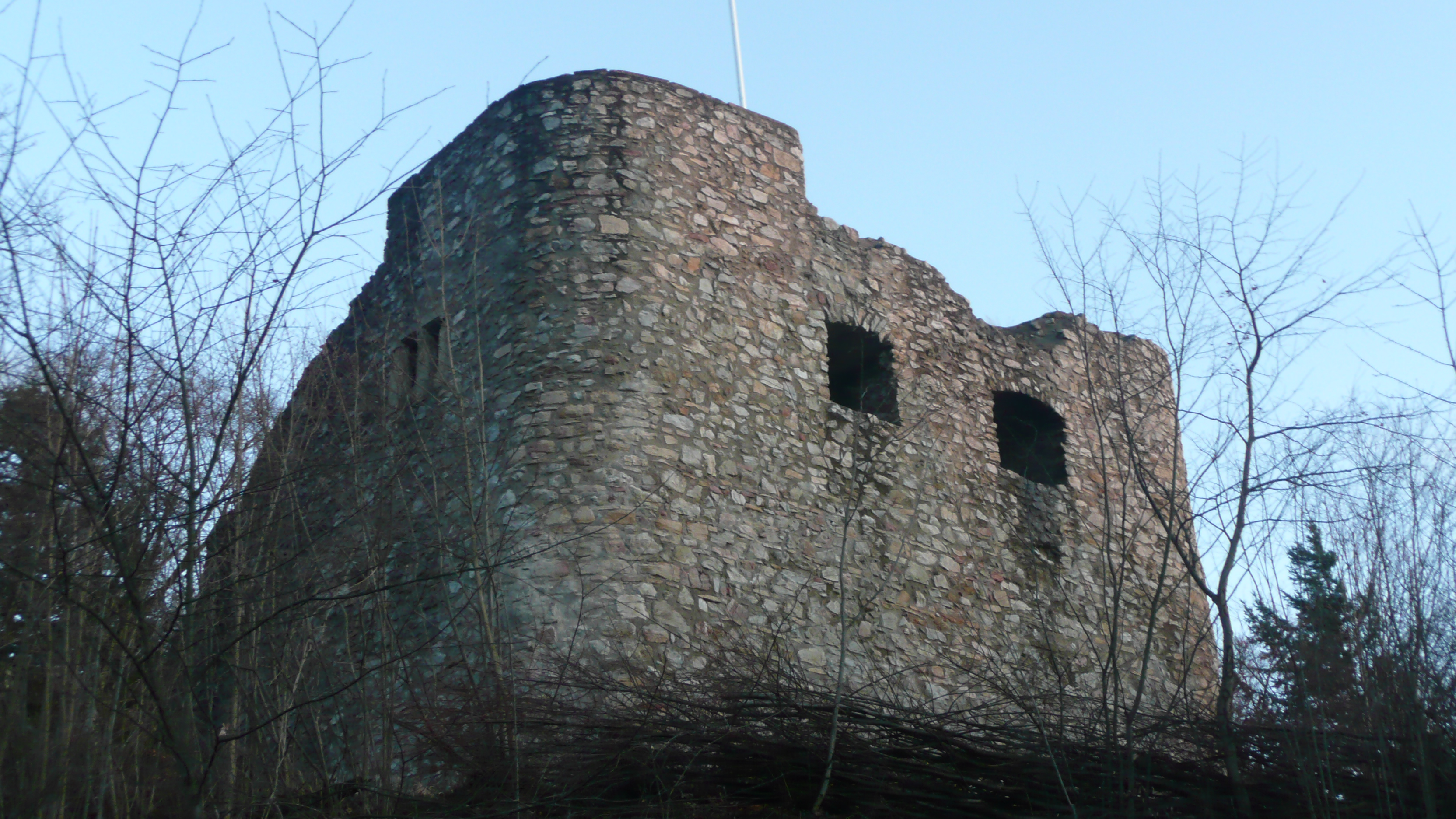
Ruïne Burg Neuenfels (uitzichtpunt)

## Partnergemeentes
Müllheim onderhoudt jumelages met:
- Gray, Frankrijk
- Ledro, Italië
- Vevey, Zwitserland
- Hohen Neuendorf, deelstaat Brandenburg, Duitsland.